# Sachsen-Zeitz
Sachsen-Zeitz var ett territorium i Tysk-romerska riket som existerade 1656/57 till 1815.
Biskopsdömet Zeitz upprättades 968, men biskopssätet flyttades 1028 till Naumburg an der Saale. Efter den siste katolske biskopens död (1564) förvaltades stiftets världsliga territorium av kurfurstarna av Sachsen, tills Johan Georg I 1653 överlämnade det jämte några andra amt åt sin yngste son, hertig Moritz, som på detta sätt blev stiftare av bilinjen Sachsen-Zeitz, vilken utgick 1718. Det var sedermera i kurfurstens ägo till 1815, då större delen av stiftet förenades med Preussen.

## Källa
Den här artikeln är helt eller delvis baserad på material från Nordisk familjebok, Zeitz, 1904–1926.